# NGC 2047
NGC 2047 is een open sterrenhoop in het sterrenbeeld Tafelberg. Het hemelobject werd op 11 november 1836 ontdekt door de Britse astronoom John Herschel.

## Synoniemen
- ESO 56-SC167